# Malleret
Malleret település Franciaországban, Creuse megyében. Lakosainak száma 43 fő (2022. január 1.). Malleret Beissat, Flayat, Magnat-l’Étrange, Saint-Agnant-près-Crocq és Saint-Oradoux-de-Chirouze községekkel határos.

## Népesség
A település népességének változása:
| Lakosok száma | 89   | 61   | 44   | 41   | 42   | 43   | 44   | 43   | 42   | 43   |
|               | 1968 | 1982 | 1990 | 2006 | 2013 | 2015 | 2017 | 2019 | 2020 | 2022 |